# Torhanovîci, Starîi Sambir
Torhanovîci (în ucraineană Торгановичі) este un sat în comuna Torciînovîci din raionul Starîi Sambir, regiunea Liov, Ucraina.

## Demografie
Componența lingvistică a localității Torhanovîci
     Ucraineană (100%)
Conform recensământului din 2001, toată populația localității Torhanovîci era vorbitoare de ucraineană (100%).